# Rábahídvég
Rábahídvég is een plaats (község) en gemeente in het Hongaarse comitaat Vas. Rábahídvég telt 1053 inwoners (2001).

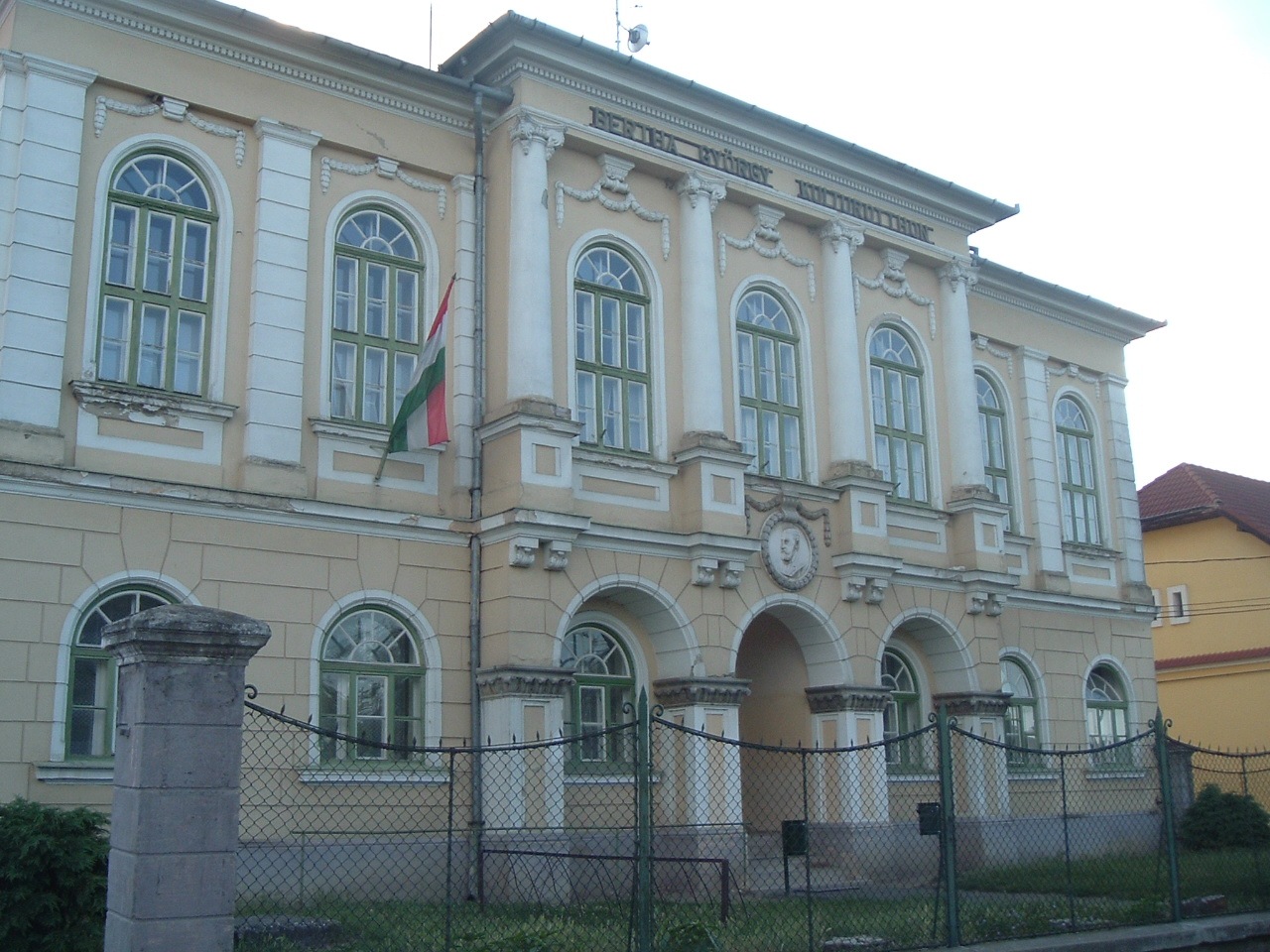
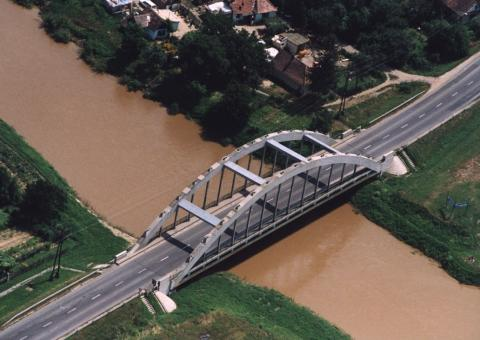